# Azimuth Co-ordinator

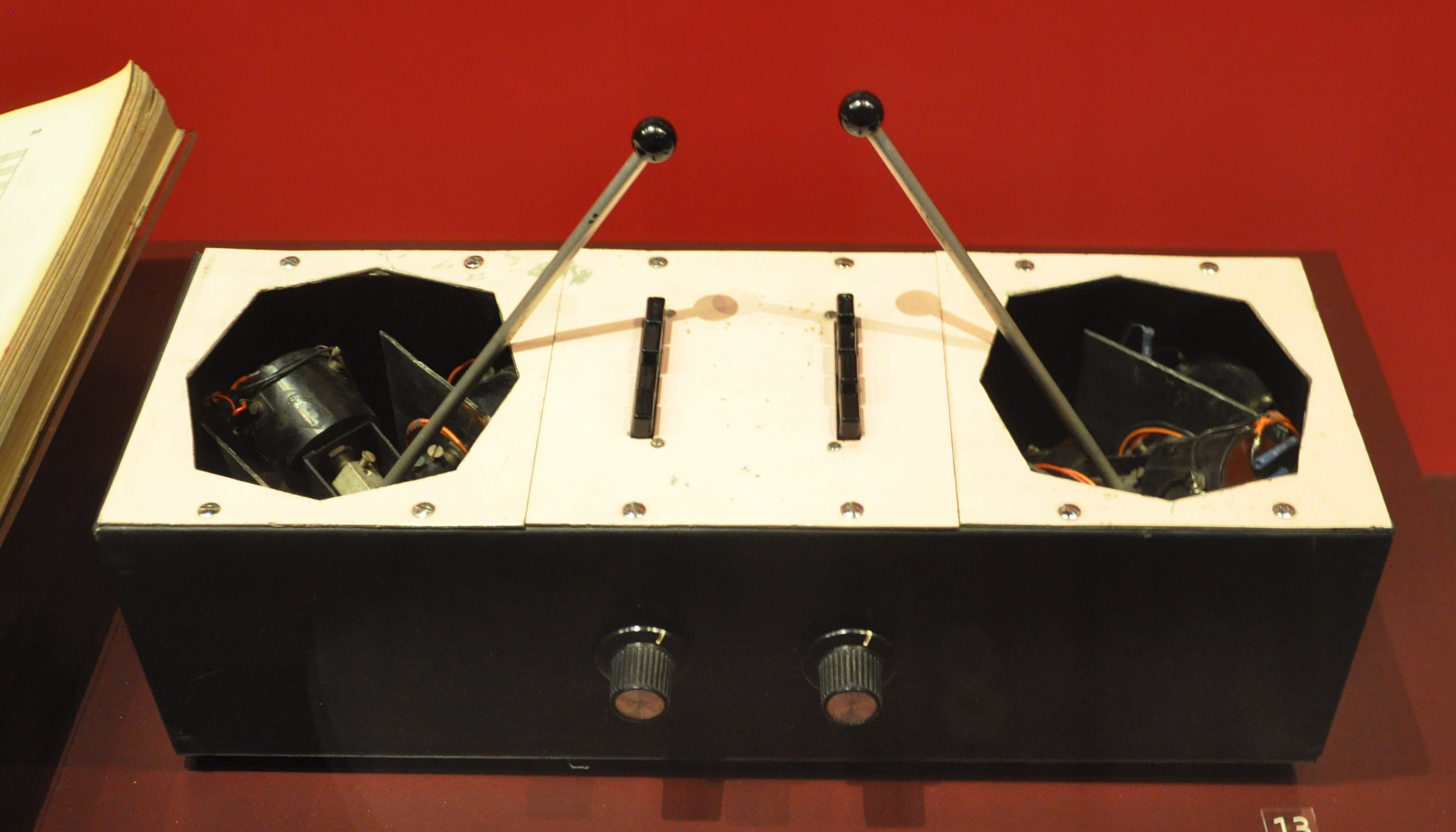
De Azimuth Co-ordinator van Pink Floyd in het Victoria and Albert Museum

De Azimuth Co-ordinator was het eerste surround systeem voor geluidsweergave tijdens live-concerten. 
Pink Floyd was de eerste band die het gebruikte tijdens een concert in de Queen Elizabeth Hall in Londen op 12 mei 1967.
De Azimuth Co-ordinator was op verzoek van Pink Floyd ontworpen door Bernard Speight, een technicus van de Abbey Road Studios. Richard Wright bediende het systeem tijdens de concerten van Pink Floyd. Door middel van een joystick was het mogelijk om geluid op een willeurig gekozen plaats binnen het vierkanaals-luidsprekersysteem weer te geven. Er werden er twee gemaakt: het eerste exemplaar bevatte een joystick, de tweede had er twee, zodat twee geluidsbronnen konden worden gepand. De eerste werd na het concert in de Queen Elizabeth Hall gestolen.
Als gevolg van deze experimenten werd surround sound tijdens concerten op grotere schaal ingevoerd. Elvis Presley, U2, Madonna, Machiavel en Robbie Williams maakten en maken er gebruik van, maar de joystick werd vervangen door meer-kanaals mengpanelen.
Ik herinner me dat we in 1968, toen Syd Barrett nog meedeed, in de Queen Elizabeth Hall voor het eerst met quadrafonie geëxperimenteerd hebben. We hadden van die speelgoedautootjes die je moet opwinden: je kent dat wel, je rijdt er een paar keer mee achteruit en dan laat je het ding los en giert het weg. Ik liep daar dan met de microfoon achteraan, om dat geluid quadrafonisch weer te geven. Live on stage (lacht).— Interview met Roger Waters van Pink Floyd, Humo 04/10/'05